# Osteocarpum salsuginosum
Osteocarpum salsuginosum là loài thực vật có hoa thuộc họ Dền. Loài này được F. Muell. mô tả khoa học đầu tiên năm 1858.